# Экспроприативный анархизм
Экспроприативный анархизм — анархистская практика и стратегия, проводимая некоторыми анархистскими группами в Аргентине и Испании, которая включала воровство, грабежи, мошенничество и подделку валюты. Совершенные грабежи назывались «экспроприацией буржуазии». Основными практиками экспроприационного анархизма были Буэнавентура Дуррути, Франсиско Аскасо, Северино ди Джованни, Мигель Аркангель Росинья и Лучинья Уртубия.
Экспроприационный анархизм схож с французским анархическим течением — иллегализмом, однако, экспроприационный анархизм отличается от иллегализма тем, что экспроприационный анархизм является лишь стратегией достижения целей, а иллегализм представляется как образ жизни.

## Примеры
Мигель Аркангель Роскинья и Андрес Васкес Паредес, сотрудничавшие с Буэнавентурой Дуррути и организацией «Los Solidarios», когда они были в Аргентине, позже совершили серию взрывов против интересов Соединенных Штатов в ответ на казнь Сакко и Ванцетти. К этой кампании присоединился пресловутый итальянский экспроприатор Северино Ди Джованни. Росцинья и Васкес Паредес вместе с Антонио Моретти и Висенте Моретти совершили ограбление больницы Роусон в Буэнос-Айресе в октябре 1927 года, где они получили сумму в 141 000 песо. По словам историка Освальдо Байера, Роскинья и его соратники на эти деньги финансировали подделку аргентинской валюты.

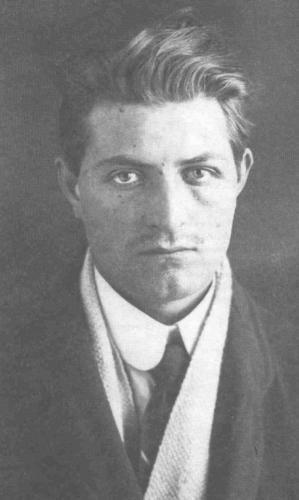
Северино ди Джованни

Братья Моретти и трое каталонцев, рекомендованные Дуррути, решили ограбить Камбио Мессину в Монтевидео, в результате чего погибли 3 человека и было заработано всего 4000 песо. В итоге их арестовали, но вскоре они совершили впечатляющий побег из тюрьмы. Ди Джованни начал издавать журнал «Кульмине» и анархистскую пропаганду, частично финансируемую за счет грабежей. Анархо-синдикалистское издание La Protesta начало резко критиковать Ди Джованни и его группу, вплоть до того, что обвинило его в том, что он шпион и полицейский агент. Розинья продолжила экспроприации, но с целью помощи заключенным-анархистам.
Такие группы, как «Rewolucyjni Mścciciele» и «Черное знамя», действовавшие в начале XX века, использовали экспроприацию как средство финансирования своей деятельности.
В 1960-х и 1970-х годах Лусио Уртубия, баскский анархист, грабил банки и организовал в Париже сеть подделок для финансирования антифранкистского сопротивления в Испании. Его самым известным ограблением была схема подделки дорожных чеков с использованием чеков Первого национального банка (ныне Ситибанк) с целью выманить у них миллионы долларов. После его ареста французское правительство вело переговоры от его имени и убедило Ситибанк урегулировать ситуацию во внесудебном порядке.